# Gmina Hvidebæk
Gmina Hvidebæk (duń. Hvidebæk Kommune) była w latach 1970–2006 (włącznie) jedną z gmin w Danii w okręgu zachodniej Zelandii (Vestsjællands Amt).
Siedzibą władz gminy było miasto Jerslev Sjælland. 
Gmina Hvidebæk została utworzona 1 kwietnia 1970 na mocy reformy podziału administracyjnego Danii. Po kolejnej reformie w 2007 r. weszła w skład gminy Kalundborg.

## Dane liczbowe
- Liczba ludności: (♀ 2822 + ♂ 2670) = 5492
  - wiek 0-6: 9,5%
  - wiek 7-16: 14,1%
  - wiek 17-66: 65,0%
  - wiek 67+: 11,5%
- zagęszczenie ludności: 56,0 osób/km²
- bezrobocie: 5,4% osób w wieku 17-66 lat
- cudzoziemcy z UE, Skandynawii i USA: 42 na 10 000 osób
- cudzoziemcy z krajów Trzeciego Świata: 93 na 10 000 osób
- liczba szkół podstawowych: 2 (liczba klas: 26)